# Атлетик София
Клуб по бейзбол и софтбол „Атлетик“, името съкращавано като КБС Атлетик София и само Атлетик София, отборите познати също като Чайките, е спортен клуб в София, България, регистриран като сдружение на 10 април 1997 г.

## Бейзбол
Отборът на клуба по бейзбол е създаден през 1988 г.
Участва без прекъсване във всички състезания в страната. Той е рекорден 11-кратен носител на бейзболната Купа София, 7-кратен носител на бейзболната Купа България, 5-кратен сребърен медалист в бейзболното първенство на страната. Освен това участва 8 пъти в официални клубни турнири на Европейската бейзболна конфедерация (2003 – 2008, 2013, 2016) и 3 пъти в европейския бейзболен фестивал Финкстонбал (2012 – 2014).
Клубът поддържа детско-юношеска школа по бейзбол.

## Софтбол
Отборът по софтбол е създаден през 1999 г. През 2006 г. отборът прави трипъл, като печели шампионата на България по софтбол, Купата на София и Купата на България.
6 от момичетата, играещи за „Атлетик“, са играли и за националния отбор на България: Гергана Николова – питчер, Надежда Павлова - центърфийлд, Илиана Тренчева - питчер/втора база/шортстоп.
През годините момичетата от „Атлетик София“ са получавали и множество награди:
- Най-добър кетчър за 2004 г. и 2006 г. – Юко Йошида
- Най-добър питчер за 2003 г. и 2006 г. – Гергана Николова
- Най-добър новобранец за 2003 г. и 2006 г. – Илиана Тренчева и Румяна Тодорова
- Най-мощен батер за 2003 г. и 2005 г. – Гергана Николова и Надежда Павлова
- Най-добър инфийлдър за 2006 г. – Боряна Теофанова
- Най-добра 1-ва база за 2005 г. – Боряна Теофанова
- Най-добра кражба по базите за 2003 г. – Надежда Павлова
- Най-добра 2-ра база за 2004 г. – Илиана Тренчева
- Най-добър аутфийлд за 2004 г. – Надежда Павлова

Целта на софтболен отбор „Атлетик“ е не само да се развива в спорта, но също така да популяризира софтбола в България.